# Вилчинска, Вероника
Вероника Вилчинска (лит. Veronika Vilčinska; 6 февраля 1992, Вильнюс) — литовская шашистка (международные шашки, бразильские шашки и русские шашки). Международный мастер. Одна из ведущих шашисток страны 2010-х годов. Чемпионка Литвы по международным шашкам среди женщин (2012, 2015), серебряный призёр 2010. В русские шашки: чемпионка 2012, серебро 2010 , бронза 2009, 2014.
Заняла четвёртое место на мужском чемпионате Литвы (2014), 10-е в  2015.
Участница чемпионатов мира по международным шашкам 2011 (12 место) и по русским шашкам 2007 (21 место в классике),  2014 (16 место — в классике, 7 место — в составе сборной Литвы), чемпионатов Европы 2012 (16 место), 2008 (18 место).
Первые международные старты — в 2006 году. Вероника приняла участие в первенстве Европы среди кадеток (до 14 лет) в Таллине с 1 по 6 августа (8 место) и в первенстве мира среди кадеток в Нидерландах с 12 по 18 августа 15 место).
В Таллине играла в компании будущих международных гроссмейстеров Матрёны Ноговицыной (1 место), Ольги Федорович (3 место), Натальи Садовской (4 место), а также будущих участниц европейских чемпионатов, национальных чемпионок Дарьи Федорович, Виктории Белой (2 место), Софьи Морозовой, Каде Вески, Маргит Вийрма, У Мэйчжи, Зане Магоне.
FMJD-Id: 13501